# 马克西姆·拉皮埃尔
马克西姆·拉皮埃尔（法語：Maxim Lapierre，1985年3月29日—），加拿大男子冰球运动员，场上位置是前锋。他曾代表加拿大国家队参加2018年冬季奥林匹克运动会冰球比赛，获得一枚铜牌。